# Сквер Мстислава Ростроповича
Сквер Мстислава Ростроповича — сквер в центре Москвы на пересечении Елисеевского и Брюсова переулков. Сквер расположен в исторической части города, в живописном и малолюдном месте, между Большой Никитской и Тверской улицами. Благодаря особенности рельефа, сквер несколько возвышается над обрамляющими его переулками.

## Происхождение названия

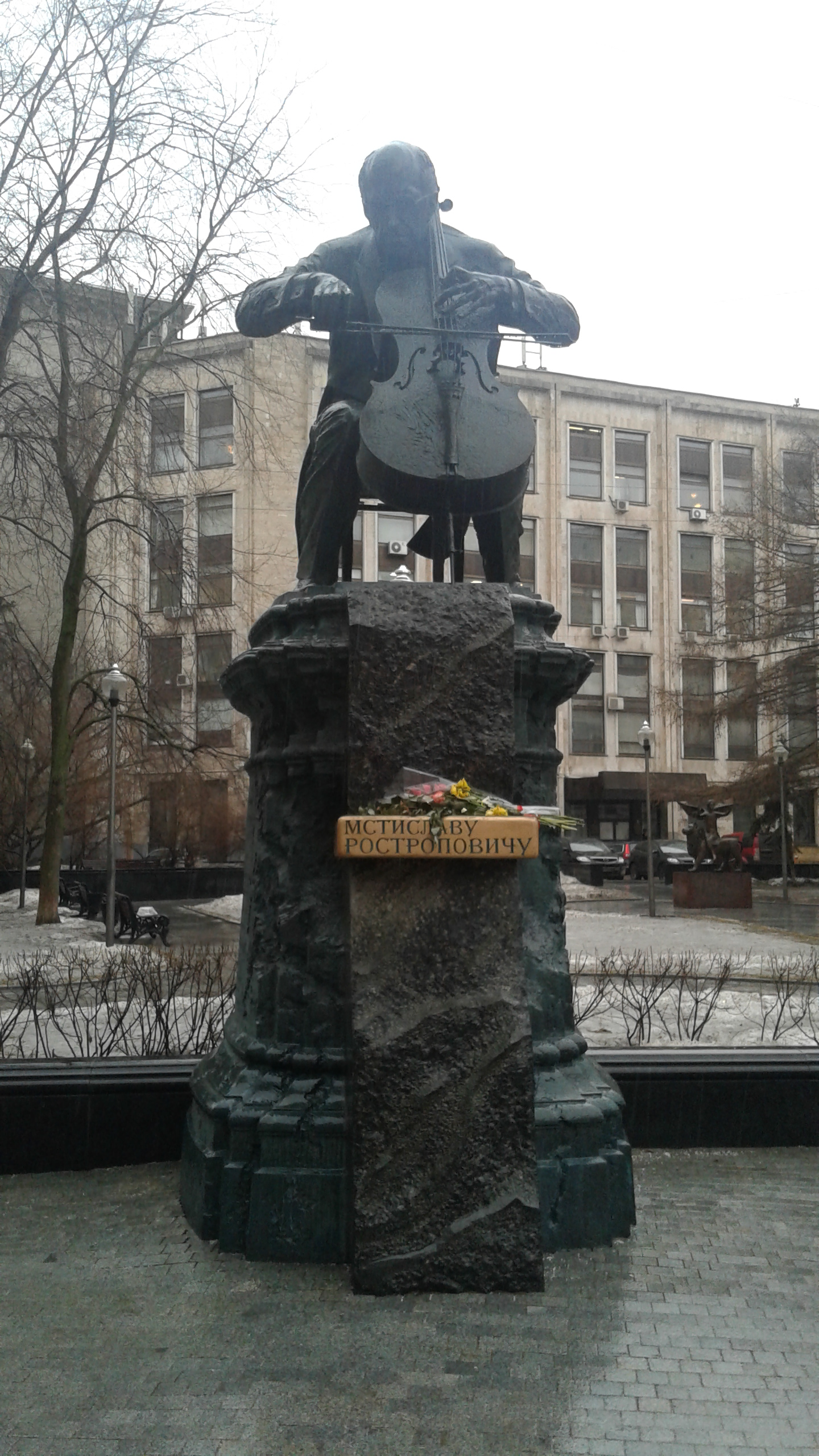
Памятник Мстиславу Ростроповичу

Сквер долгое время не имел названия, но в феврале 2017 года, решением правительства Москвы, ему было присвоено имя выдающегося музыканта, Мстислава Ростроповича. Брюсов переулок в советское время был известен как место проживания творческой интеллигенции, в домах по переулку, соседних со сквером, давали квартиры артистам и музыкантам, здесь же находится Московский дом композиторов, на фасаде которого Ростроповичу и его супруге Галине Вишневской установлена мемориальная доска, отличающаяся художественностью оформления.

## Описание
Хотя сквер получил название в 2017 году, к этому времени в нём уже находился памятник Мстиславу Ростроповичу работы скульптора А.И. Рукавишникова, открытый в 2012 году. Памятник расположен в начале сквера, лицом обращён к Храму Воскресения Словущего на Успенском Вражке.
Также в сквере имеется скульптура «Весть», установленная в 1990-х годах (ангел, сидящий на льве) и несколько скамеек. 
В ста метрах от сквера Мстислава Ростроповича находится сквер Муслима Магомаева.